# Девіт II
Девіт II — імператор (негус) Ефіопії у 1508–1540 роках з Соломонової династії.

## Життєпис
Був сином імператора На'ода та його дружини Могаси. В одинадцятирічному віці зійшов на престол Ефіопії. До 1516 року країною керувала регент — цариця Єлені, яка підтримувала активні зв'язки з португальцями. 1520 року посольство тієї країни відвідало імператорський двір, однак Девіт, недооцінивши можливості співробітництва з європейськими християнськими державами, проводив політику обмеження зв'язків з Португалією.
Не отримавши підтримки європейських партнерів, імператор вступив до збройного конфлікту з сусіднім мусульманським султанатом Адал, який отримував допомогу від турків та арабських племен південної Аравії. Після перших успіхів у 1516–1517 роках, коли Девіт II розгромив військо Адалу, а його султан Махфуз загинув — почались нищівні поразки, коли в султанаті Адал до влади прийшов енергійний і талановитий полководець Ахмед ібн Ібрагім аль-Газі, який 1529 року оголосив Ефіопії джихад. Поразкам військ Девіта II сприяла також відсутність у нього артилерії, подібної до тієї, що була передана Адалу турками й активно застосовувалась мусульманами. В результаті майже вся Ефіопія була окупована ворогом, імператор утік на північ країни, де й помер. Лише спадкоємцю Девіта II, імператору Ґелавдевосу вдалось 1559 року, за допомогою португальців, розгромити мусульман та вигнати їх з Ефіопії.